# Faun-Ardèche Classic 2022
La 22.ª edición de la clásica ciclista Classic Sud Ardèche fue una carrera en Francia que se celebró el 26 de febrero de 2022 sobre un recorrido de 168,6 kilómetros con inicio y final en el municipio de Guilherand-Granges en el departamento de Ardèche y la región Auvernia-Ródano-Alpes.
La carrera formó parte del UCI ProSeries 2022, calendario ciclístico mundial de segunda división, dentro de la categoría UCI 1.Pro y fue ganada por el estadounidense Brandon McNulty del UAE Emirates. Completaron el podio, como segundo y tercer clasificado respectivamente, el belga Mauri Vansevenant del Quick-Step Alpha Vinyl y el también estadounidense Sepp Kuss del Jumbo-Visma.

## Equipos participantes
Tomarán parte en la carrera 22 equipos: 11 de categoría UCI WorldTeam invitados por la organización, 6 de categoría UCI ProTeam y 5 de categoría Continental. Formaron así un pelotón de 146 ciclistas de los que acabaron 114. Los equipos participantes fueron:
| WorldTeams (11)- AG2R Citroën Team - Groupama-FDJ - Cofidis - Bora-Hansgrohe - Astana Qazaqstan Team - Lotto-Soudal - Intermarché-Wanty-Gobert Matériaux - Trek-Segafredo - Quick-Step Alpha Vinyl - Jumbo-Visma - UAE Team Emirates ProTeams (6)- TotalEnergies - B&B Hotels-KTM - Arkéa-Samsic - Alpecin-Fenix - Bingoal Pauwels Sauces WB - Uno-X Pro Cycling Team Equipos continentales (5)- Go Sport-Roubaix Lille Métropole - Saint Michel-Auber 93 - UC Nantes Atlantique - Nice Métropole Côte d'Azur - Riwal |
| |

## Clasificación final
- La clasificación finalizó de la siguiente forma:[3]

| \| Clasificación general \| Clasificación general \| Clasificación general \| Clasificación general \| Clasificación general \| \| Ciclista \| Ciclista \| Equipo \| Tiempo \| \| \| --------------------- \| --------------------- \| ---------------------- \| --------------------- \| --------------------- \| \| 1.º \| Brandon McNulty \| UAE Team Emirates \| 4 h 26 min 36 s \| \| \| 2.º \| Mauri Vansevenant \| Quick-Step Alpha Vinyl \| + 45 s \| \| \| 3.º \| Sepp Kuss \| Jumbo-Visma \| + 45 s \| \| \| 4.º \| Lennard Kämna \| Bora-Hansgrohe \| + 1 min 33 s \| \| \| 5.º \| Guillaume Martin \| Cofidis \| + 1 min 33 s \| \| \| 6.º \| Clément Champoussin \| AG2R Citroën Team \| + 1 min 36 s \| \| \| 7.º \| Quentin Pacher \| Groupama-FDJ \| + 1 min 44 s \| \| \| 8.º \| Warren Barguil \| Arkéa-Samsic \| + 1 min 44 s \| \| \| 9.º \| Lilian Calmejane \| AG2R Citroën Team \| + 1 min 44 s \| \| \| 10.º \| Alexis Vuillermoz \| TotalEnergies \| + 1 min 44 s \| \| |                     |                        |                 |
| |                     |                        |                 |
| Fuente: ProCyclingStats |                     |                        |                 |
| Clasificación general |                     |                        |                 |
| Ciclista | Ciclista            | Equipo                 | Tiempo          |
| 1.º | Brandon McNulty     | UAE Team Emirates      | 4 h 26 min 36 s |
| 2.º | Mauri Vansevenant   | Quick-Step Alpha Vinyl | + 45 s          |
| 3.º | Sepp Kuss           | Jumbo-Visma            | + 45 s          |
| 4.º | Lennard Kämna       | Bora-Hansgrohe         | + 1 min 33 s    |
| 5.º | Guillaume Martin    | Cofidis                | + 1 min 33 s    |
| 6.º | Clément Champoussin | AG2R Citroën Team      | + 1 min 36 s    |
| 7.º | Quentin Pacher      | Groupama-FDJ           | + 1 min 44 s    |
| 8.º | Warren Barguil      | Arkéa-Samsic           | + 1 min 44 s    |
| 9.º | Lilian Calmejane    | AG2R Citroën Team      | + 1 min 44 s    |
| 10.º | Alexis Vuillermoz   | TotalEnergies          | + 1 min 44 s    |

## UCI World Ranking
La Faun-Ardèche Classic otorgó puntos para el UCI World Ranking para corredores de los equipos en las categorías UCI WorldTeam, UCI ProTeam y Continental. Las siguientes tablas son el baremo de puntuación y los diez corredores que obtuvieron más puntos:
| Posición              | 1.º | 2.º | 3.º | 4.º | 5.º | 6.º | 7.º | 8.º | 9.º | 10.º | 11.º | 12.º | 13.º | 14.º | 15.º | 16.º-30.º | 31.º-40.º |
| Clasificación general | 200 | 150 | 125 | 100 | 85  | 70  | 60  | 50  | 40  | 35   | 30   | 25   | 20   | 15   | 10   | 5         | 3         |

| Clasificación |                     |                        |         |
| Posición      | Ciclista            | Equipo                 | General |
| ------------- | ------------------- | ---------------------- | ------- |
| 1.º           | Brandon McNulty     | UAE Emirates           | 200     |
| 2.º           | Mauri Vansevenant   | Quick-Step Alpha Vinyl | 150     |
| 3.º           | Sepp Kuss           | Jumbo-Visma            | 125     |
| 4.º           | Lennard Kämna       | Bora-Hansgrohe         | 100     |
| 5.º           | Guillaume Martin    | Cofidis                | 85      |
| 6.º           | Clément Champoussin | AG2R Citroën           | 70      |
| 7.º           | Quentin Pacher      | Groupama-FDJ           | 60      |
| 8.º           | Warren Barguil      | Arkéa Samsic           | 50      |
| 9.º           | Lilian Calmejane    | AG2R Citroën           | 40      |
| 10.º          | Alexis Vuillermoz   | TotalEnergies          | 35      |